# Ansitz Angerheim (Meran)

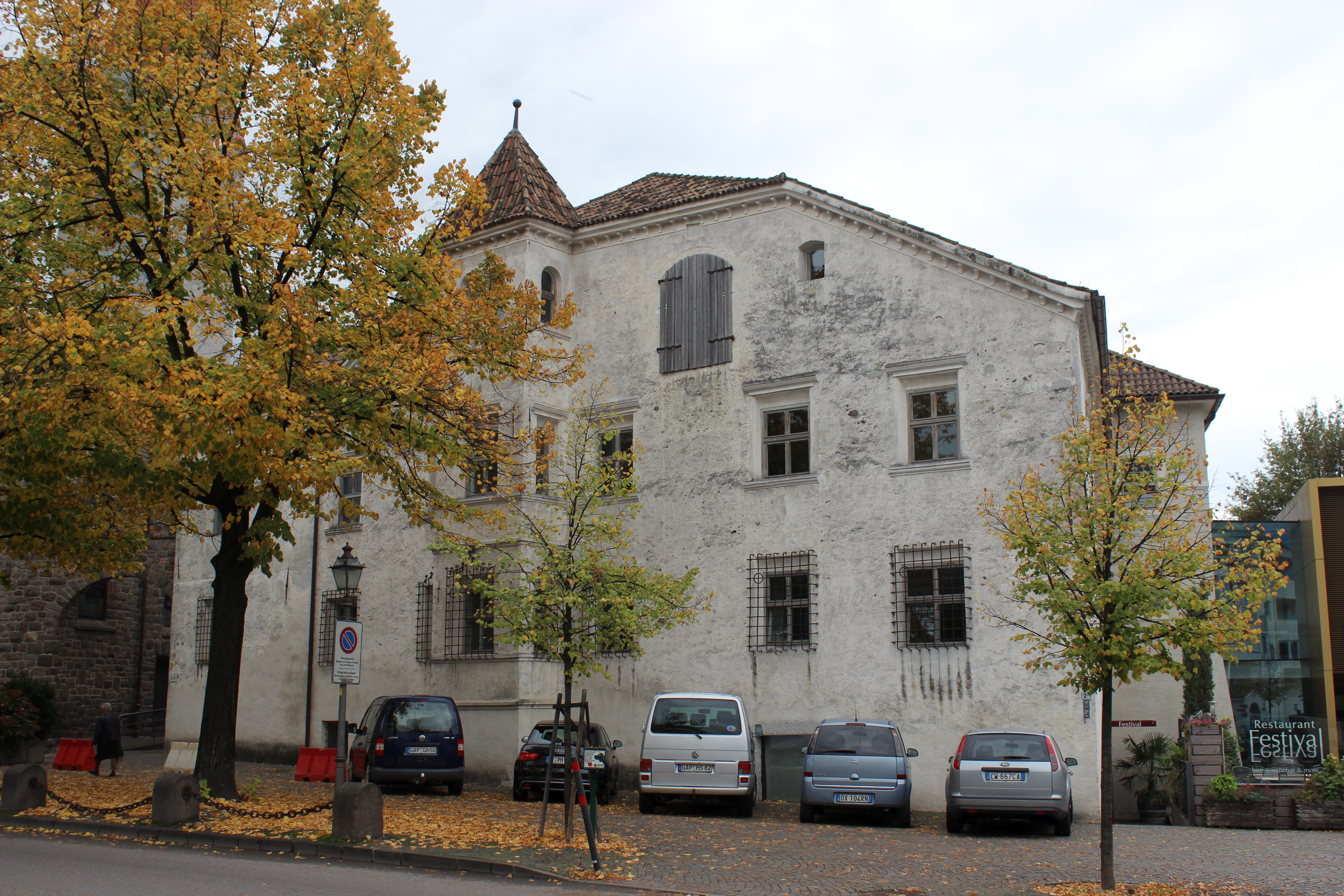
Angerheim in Meran-Untermais, Frontansicht mit Fassadenerker

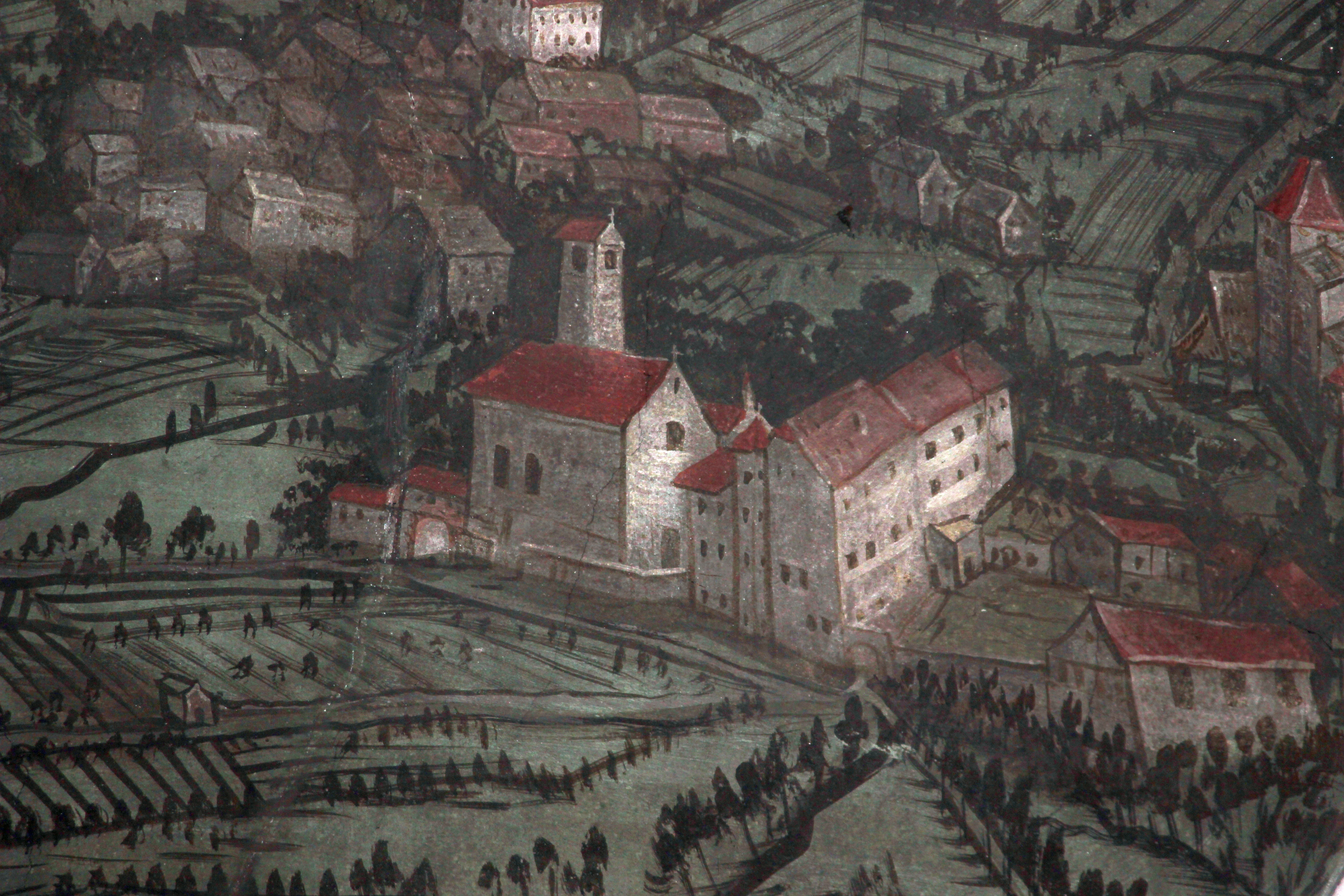
Meran St. Georg Deckenfresko mit Detail St. Vigil und Angerheim

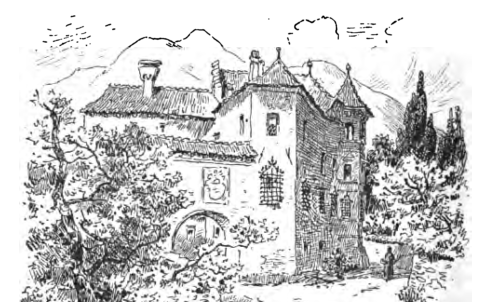
Ansitz Angerheim, Zeichnung vom Maler Wilhelm Humer

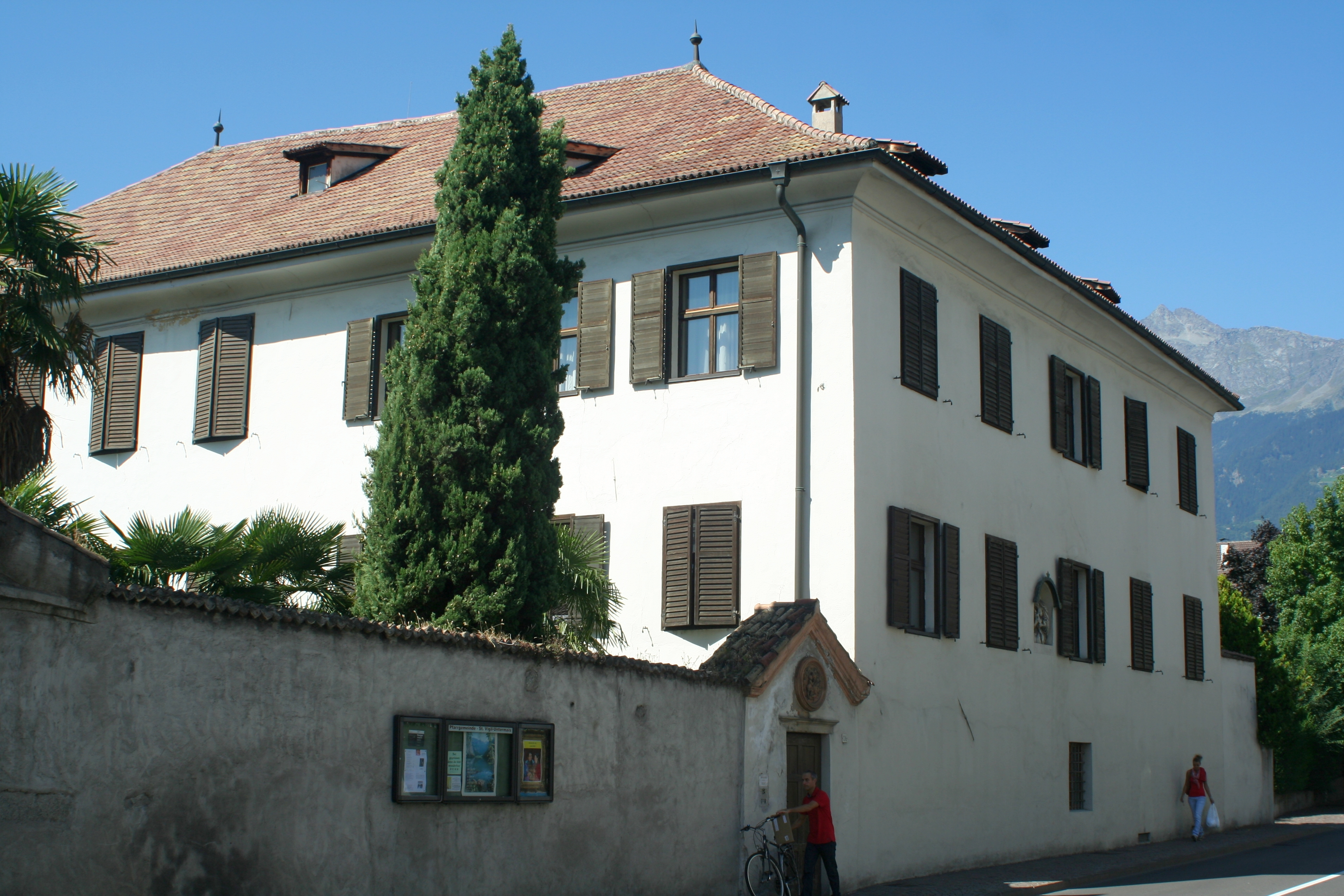
Heutiger Pfarrwidum in Untermais

Der Ansitz Angerheim, früher auch Alter Widum genannt, in Untermais, einem Ortsteil von Meran in Südtirol, ist ein geschütztes Baudenkmal. Als Amts- und Verwaltungssitz der klösterlichen Besitzungen des Zisterzienserstift Stams sowie Widum der Pfarre Mais erlangte Angerheim ab dem 14. Jahrhundert an Bedeutung. Sein heutiges Aussehen im Stil der Renaissance mit Fassadenerker erhielt das Anwesen durch Zubauten vom 14. bis 16. Jahrhundert. Nach einer Umnutzung und Renovierung dient es heute als Bildungs- und Kulturzentrum.

## Lage
Der Ansitz Angerheim liegt in Untermais, unmittelbar westlich der Pfarrkirche St. Vigil.

## Geschichte
Den Kern des Anwesens bildet ein quadratischer, mittelalterlicher Wohnturm, der möglicherweise auf das 13. Jahrhundert zurückgeht. In den Kellerräumen finden sich noch Reste des ursprünglichen, romanischen Mauerwerkes. Der Name Angerheim könnte mit einem Obstanger in Verbindung stehen. Als älteste verbriefte Besitzer gelten die Edlen von Angerheim, eine Seitenlinie der Herren von Partschins, die sich erst nach diesem Wohnsitz „von Angerheim“ nannten und ihn vielleicht zu einem Festen Haus ausbauen ließen. Der Historiker Josef Tarneller vermutete, dass der ursprüngliche Sitz der Angerheim nicht, wie heute allgemein angenommen, das alte Widum, sondern der Ansitz Tierburg gewesen sei. Das einst einflussreiche Geschlecht der Angerheim bekleidete das Amt des Erbmarschalls der Grafen von Tirol und wurde außerdem mit der Veste Neuberg belehnt. Jakob von Auer heiratete 1303 Agnes, die Witwe von Nikolaus von Angerheim. Laut einer Urkunde von 1329 verkaufte Beta, Tochter des verstorbenen Nikolaus von Angerheim, die Güter an Heinzl von Prad, Sohn des verstorbenen Swikers von Mais. 1354 erlosch mit Georgius von Angerheim das Geschlecht im Mannesstamm, worauf der Besitz als erledigtes Lehen durch Heimfall an den Tiroler Landesfürsten zurückfiel.
In der zweiten Hälfte des 14. Jahrhunderts erwarb das Zisterzienserstift Stams den Ansitz. Schenkungsurkunden könnten bereits auf eine Inbesitznahme im oder vor dem Jahre 1318 hindeuten. Durch eine Zuwendung Meinhards II., des Grafen von Görz-Tirol, war auch die Pfarre Mais an das Kloster gelangt, welches sich bis zum 14. Jahrhundert zahlreiche Güter im Burggrafenamt und Vinschgau aneignen konnte. Das Stift bestimmte Angerheim zum klösterlichen Amts- und Verwaltungssitz sowie zum Widum der Pfarrkirche St. Vigil. Zur alten Pfarre Mais gehörten außerdem noch die Wallfahrtskirche Maria Trost sowie die Ortschaften Obermais, Sinich und Hafling. Um den neuen Zweck zu erfüllen, wurde das Gebäude ab dem 14. Jahrhundert wesentlich umgebaut und erweitert. Während des Tiroler Bauernkrieges plünderten und zerstörten 1525 aufständische Rebellen das Anwesen. Beim anschließenden Wiederaufbau entstand die heutige Nordfassade mit eckigem Fassadenerker. Um 1766 verlor Angerheim die Funktion als Amts- und Verwaltungssitz wie auch als Widum an den Hof Mair, ehemals im Eigentum der Freiherren von Voglmair, denen Abt Vigil von Stams ihn abkaufte. Danach geriet Angerheim in Vergessenheit und fristete sein Dasein über Jahrzehnte als Unterkunft für Arme und Obdachlose. Umbaupläne und Überlegungen des Klosters, den Besitz zu verkaufen, scheiterten. Am 20. Juni 1980 stellte das Südtiroler Landesdenkmalamt das renovierungsbedürftige Gebäude unter Denkmalschutz. In den 1990er Jahren wurde Angerheim der Gemeinde Meran übertragen. Sie unterzog das heruntergekommene Gebäudeensemble einer gründlichen Renovierung und nutzt es seither als Bildungs- und Kulturzentrum für die örtlichen Vereine.